# John C. Raven
John Carlyle Raven (ur. 1902, zm. 1970) – brytyjski psycholog i psychometra, twórca testu służącego do pomiaru inteligencji zwanego testem matryc Ravena. Zajmował się przede wszystkim badaniami nad inteligencją oraz jej pomiarem. Był uczniem Charlesa Spearmana.

## Publikacje
- Manual for Raven's Progressive Matrices and Vocabulary Scales. Section 1: General Overview (1992)(współautorzy: J. Raven, J.H. Court)
- Psychological Principles Appropriate to Social and Clinical Problems (1966)
- Human Nature, Its Development Variations and Assessment (1952)
- Controlled Projection (1951)